# 糸杉と月桂樹
『糸杉と月桂樹』（いとすぎとげっけいじゅ、仏語：Cyprès et lauriers）作品156は、1919年にカミーユ・サン＝サーンスによって作曲されたオルガンと管弦楽のための作品。

## 概要
サン＝サーンス最晩年（84歳）の作品である。前年に終結した第一次世界大戦から着想を得たものと考えられ、国民音楽協会の設立などに見られるようなサン＝サーンスの愛国的な側面が表れている。西洋では一般に糸杉は死や葬送を、月桂樹は栄光を象徴する植物とされており、戦争の犠牲者の鎮魂と勝利の凱歌が表現されていると考えられる。同年中に出版され、大統領レイモン・ポアンカレに捧げられた。サン＝サーンス自身による2台ピアノ編曲も書かれている。
オルガンを使用する点と大編成の割に演奏時間が短いことがネックとなるのか、演奏の機会は多くない。最近では小林久仁郎による吹奏楽編曲が演奏されることもある。
なお、名オルガニストとして名を馳せ、かつ多くの作品を遺したサン＝サーンスだが、オルガンとオーケストラを組み合わせた作品はこの曲と交響曲第3番の2曲しか書かれていない。
- 初演 1920年7月11日 モンテカルロのカジノ・オスタンド レオン・ジェアン指揮
- フランス初演 1920年10月24日 パリのトロカデロ サン＝サーンス指揮
- 日本初演 1998年3月8日 東京芸術劇場 渡邊一正指揮 日本フィルハーモニー交響楽団演奏

## 編成
独奏オルガン
- 木管楽器

ピッコロ、フルート2、オーボエ2、クラリネット2、ファゴット2、コントラファゴット
- 金管楽器

ホルン4、トランペット3、トロンボーン3、チューバ
- 打楽器

ティンパニ、トライアングル、スネアドラム、シンバル、バスドラム
- 弦楽器

ハープ、弦五部

## 楽曲について
二部構成をとる。演奏時間は全曲で15分程度。
第1部 『糸杉』 Poco Adagio
ニ短調、6/8拍子。オルガン独奏のみで演奏される。頻出する半音階進行や増二度音程、下降する旋律が深い悲しみを表現する。約7分。
第2部 『月桂樹』 Allegro non troppo
ニ長調、2/2拍子。オーケストラが加わり、明るい響きの壮大な賛歌となる。金管楽器によるファンファーレやスネアドラムが軍楽の響きを想起させる。コーダはトランペットのファンファーレにより力強く終止する。約8分。